# Nati nel 1969/Giugno
| Questa pagina contiene informazioni ricavate automaticamente dalle voci biografiche con l'ausilio del template Bio e di un bot. L'aggiornamento è periodico e automatico e ricostruisce completamente la pagina. Se manca una persona in questa lista, sei pregato di non aggiungerla, ma accertati piuttosto che la sua voce biografica contenga il template Bio e che i dati anagrafici siano correttamente compilati. Se il template Bio manca, inseriscilo tu stesso o, in alternativa, metti l'avviso {{tmp\|Bio}} che ne segnala la mancanza. Se i dati riportati sono sbagliati, correggi direttamente la voce biografica; le modifiche saranno visibili in questa lista entro pochi giorni. Per chiarimenti vedi il progetto biografie. La lista contiene solo le 317 persone che sono citate nell'enciclopedia e per le quali è stato implementato correttamente il template Bio. Pagina aggiornata al 2 ago 2025. |

- 1º giugno - Keith Allan, attore e sceneggiatore statunitense
- 1º giugno - Tony Bennett, ex cestista e allenatore di pallacanestro statunitense
- 1º giugno - Andy Bloch, giocatore di poker statunitense
- 1º giugno - Mary Calvi, giornalista statunitense
- 1º giugno - Roberto Deriu, politico italiano
- 1º giugno - Luis García Postigo, ex calciatore messicano
- 1º giugno - Moisés García Fernández, allenatore di calcio e ex calciatore spagnolo
- 1º giugno - Marian Ivan, ex calciatore rumeno
- 1º giugno - Siv Jensen, politica norvegese
- 1º giugno - Tom Kempers, ex tennista olandese
- 1º giugno - Rene Liu, attrice e cantante taiwanese
- 1º giugno - Damon Minchella, bassista britannico
- 1º giugno - Teri Polo, attrice, attivista e modella statunitense
- 1º giugno - José María Quevedo, allenatore di calcio e ex calciatore spagnolo
- 1º giugno - Taylor St. Clair, ex attrice pornografica statunitense
- 2 giugno - Cy Chadwick, attore, regista e produttore televisivo britannico
- 2 giugno - Íñigo Cuesta, ex ciclista su strada spagnolo
- 2 giugno - Murat Evliyaoğlu, ex cestista turco
- 2 giugno - Masanori Kizawa, ex calciatore giapponese
- 2 giugno - Lilija Ludan, ex slittinista ucraina
- 2 giugno - Michele Monina, scrittore, giornalista e direttore artistico italiano
- 2 giugno - Ol Parker, sceneggiatore e regista britannico
- 2 giugno - Evgenij Pašutin, allenatore di pallacanestro e ex cestista russo
- 2 giugno - Paulo Sérgio, ex calciatore brasiliano
- 2 giugno - Vjekoslav Škrinjar, ex calciatore croato
- 2 giugno - Túlio, ex calciatore e politico brasiliano
- 2 giugno - David Wheaton, ex tennista statunitense
- 3 giugno - Tanuja Chandra, regista e sceneggiatrice indiana
- 3 giugno - Thomas Johanson, ex velista finlandese
- 3 giugno - Hironari Nakano, goista giapponese
- 3 giugno - Gisella Naturale, politica italiana
- 3 giugno - Gianluigi Nuzzi, giornalista, saggista e conduttore televisivo italiano
- 3 giugno - Ray Roberts, ex giocatore di football americano statunitense
- 3 giugno - Tate Taylor, attore, regista e sceneggiatore statunitense
- 4 giugno - Stefano Attruia, ex cestista italiano
- 4 giugno - Mario Bassani, controtenore italiano
- 4 giugno - Regi Blinker, ex calciatore olandese
- 4 giugno - Javier Colón, ex cestista portoricano
- 4 giugno - Svetoslav Dobrev, attore teatrale e attore cinematografico bulgaro
- 4 giugno - Rob Huebel, attore, comico e sceneggiatore statunitense
- 4 giugno - Kanybek Isakov, politico e filologo kirghiso († 2020)
- 4 giugno - Rolando Ravello, attore, regista e sceneggiatore italiano
- 4 giugno - Frank Reyes, cantante dominicano
- 4 giugno - Alexis Rosenbaum, filosofo francese
- 4 giugno - Horatio Sanz, attore e comico statunitense
- 4 giugno - Alfredo Versace, giocatore di bridge italiano
- 4 giugno - Vasilij Čiginskij, regista russo
- 5 giugno - Christian Boeving, modello e attore statunitense
- 5 giugno - Harrison Chongo, calciatore zambiano († 2011)
- 5 giugno - Mimmo Dany, cantautore e attore italiano
- 5 giugno - Danny Lux, compositore statunitense
- 5 giugno - Brian McKnight, cantautore e produttore discografico statunitense
- 5 giugno - Besnik Prenga, allenatore di calcio e ex calciatore albanese
- 5 giugno - Marina Rei, cantautrice, percussionista e batterista italiana
- 5 giugno - Ric Savage, ex wrestler statunitense
- 6 giugno - Mike Croel, ex giocatore di football americano statunitense
- 6 giugno - Carlos Amaral Ferreira, ex atleta paralimpico portoghese
- 6 giugno - Stefano Guindani, fotografo italiano
- 6 giugno - Jim Loach, regista britannico
- 6 giugno - Thomas Nack, batterista tedesco
- 6 giugno - Cristian Polidori, allenatore di calcio e ex calciatore italiano
- 6 giugno - Fernando Redondo, ex calciatore argentino
- 6 giugno - Nina Sosanya, attrice inglese
- 6 giugno - Daniel Taye Workou, regista tedesco
- 7 giugno - Alina Astafei, ex altista rumena
- 7 giugno - Enrico Castiglione, regista, scenografo e direttore artistico italiano
- 7 giugno - Andrea Dallavilla, pilota di rally italiano
- 7 giugno - Gioacchino di Danimarca, principe danese
- 7 giugno - Eric Fonoimoana, ex giocatore di beach volley statunitense
- 7 giugno - Jens Härtel, allenatore di calcio e ex calciatore tedesco
- 7 giugno - Marcello Marrocco, dirigente sportivo e ex calciatore italiano
- 7 giugno - Kim Rhodes, attrice statunitense
- 7 giugno - Víctor Ruiz del Valle, ex calciatore messicano
- 7 giugno - Tómas Ingi Tómasson, allenatore di calcio e ex calciatore islandese
- 7 giugno - Tomoaki Ōgami, ex calciatore giapponese
- 8 giugno - Lucia Calamaro, regista italiana
- 8 giugno - Fabio De Pasquale, giornalista italiano
- 8 giugno - Andy Enfield, allenatore di pallacanestro statunitense
- 8 giugno - Michele Gazich, cantautore e violinista italiano
- 8 giugno - J. P. Manoux, attore, doppiatore e comico statunitense
- 8 giugno - Marcos Siega, regista e produttore televisivo statunitense
- 8 giugno - Jerry Sikhosana, ex calciatore sudafricano
- 8 giugno - David Sutcliffe, attore canadese
- 8 giugno - Javier Torrente, allenatore di calcio argentino
- 8 giugno - Giovanni Triunfo, giocatore di biliardo italiano
- 8 giugno - Dariusz Wosz, allenatore di calcio e ex calciatore tedesco
- 9 giugno - David Cage, autore di videogiochi, sceneggiatore e musicista francese
- 9 giugno - Michele De Virgilio, attore italiano
- 9 giugno - Christophe Delmotte, allenatore di calcio e ex calciatore francese
- 9 giugno - Josh Hamilton, attore statunitense
- 9 giugno - Simon Jean-Joseph, pilota di rally francese
- 9 giugno - Lindsay Jones, compositore e tecnico del suono statunitense
- 9 giugno - Kingsley Jones, allenatore di rugby a 15 e ex rugbista a 15 britannico
- 9 giugno - Aminata Kane, ex cestista senegalese
- 9 giugno - Laura Miele, dirigente d'azienda statunitense
- 9 giugno - Chip Minton, ex bobbista e ex wrestler statunitense
- 9 giugno - Timo Tompuri, ex discobolo finlandese
- 9 giugno - Franz Turchi, politico italiano
- 9 giugno - Eleonora Vild, ex cestista jugoslava
- 9 giugno - Kenny Williams, ex cestista statunitense
- 9 giugno - Eric Wynalda, ex calciatore e allenatore di calcio statunitense
- 9 giugno - Roberto Zaghi, fumettista italiano
- 10 giugno - Stein Berg Johansen, allenatore di calcio e ex calciatore norvegese
- 10 giugno - Andrés Gabriel Ferrada Moreira, arcivescovo cattolico cileno
- 10 giugno - Erin Hartwell, ex pistard statunitense
- 10 giugno - Susanna Huckstep, ex modella e showgirl italiana
- 10 giugno - Ronny Johnsen, allenatore di calcio e ex calciatore norvegese
- 10 giugno - Fabio Morrone, ex cestista italiano
- 10 giugno - Cosmin Olăroiu, allenatore di calcio e ex calciatore romeno
- 10 giugno - Luca Pernici, compositore, musicista e produttore discografico italiano
- 10 giugno - Alberto Ponticelli, fumettista italiano
- 10 giugno - Gina Prince-Bythewood, regista, sceneggiatrice e produttrice cinematografica statunitense
- 10 giugno - Kasim Reed, politico e avvocato statunitense
- 10 giugno - Alberto Rossini, ex cestista, allenatore di pallacanestro e dirigente sportivo italiano
- 10 giugno - Veronika Varga, attrice ungherese († 2023)
- 11 giugno - Peter Dinklage, attore statunitense
- 11 giugno - Alfonso Fidalgo, ex atleta paralimpico spagnolo
- 11 giugno - Bryan Fogarty, hockeista su ghiaccio canadese († 2002)
- 11 giugno - Kristinn Jakobsson, ex arbitro di calcio islandese
- 11 giugno - Sergej Juran, allenatore di calcio e ex calciatore russo
- 11 giugno - Ola Källenius, dirigente d'azienda svedese
- 11 giugno - Matthias Maucksch, allenatore di calcio e ex calciatore tedesco orientale
- 11 giugno - Matt McGrath, attore statunitense
- 11 giugno - Leena Nair, dirigente d'azienda indiana
- 11 giugno - Marco Rovelli, scrittore e musicista italiano
- 11 giugno - Antonella Ruggiero, cantante italiana
- 12 giugno - Elvis Brajković, dirigente sportivo e ex calciatore croato
- 12 giugno - GotoP, artista e disegnatore giapponese
- 12 giugno - Vital Heynen, allenatore di pallavolo e ex pallavolista belga
- 12 giugno - Andrew Howard, attore gallese
- 12 giugno - Chris Janssens, allenatore di calcio e ex calciatore belga
- 12 giugno - Maicel Malone-Wallace, ex velocista statunitense
- 12 giugno - Akinori Mikami, ex calciatore giapponese
- 12 giugno - Heinz-Christian Strache, politico austriaco
- 13 giugno - Éric Berger, attore francese
- 13 giugno - Virginie Despentes, scrittrice e regista francese
- 13 giugno - Caterina Fake, informatica e imprenditrice statunitense
- 13 giugno - Cayetana Guillén Cuervo, attrice e conduttrice televisiva spagnola
- 13 giugno - Stefan Hassler, ex calciatore liechtensteinese
- 13 giugno - Tsutomu Kawasaki, ex pattinatore di short track giapponese
- 13 giugno - Joseph Keter, ex siepista keniota
- 13 giugno - Laura Kightlinger, attrice statunitense
- 13 giugno - Svetlana Krivelëva, ex pesista russa
- 13 giugno - Tonino Martino, allenatore di calcio e ex calciatore italiano
- 13 giugno - Mo Ji-su, ex pattinatore di short track sudcoreano
- 13 giugno - Søren Rasted, batterista e chitarrista danese
- 13 giugno - Thrasher, wrestler statunitense
- 13 giugno - Jamie Walters, attore, cantante e chitarrista statunitense
- 14 giugno - Brooks Ashmanskas, attore statunitense
- 14 giugno - Gaetano Carotenuto, attore italiano
- 14 giugno - Eugene Chung, ex giocatore di football americano statunitense
- 14 giugno - Richard Dryden, allenatore di calcio e ex calciatore inglese
- 14 giugno - Ketty Fogliani, politica italiana
- 14 giugno - Steffi Graf, ex tennista tedesca
- 14 giugno - Kyle Hebert, doppiatore statunitense
- 14 giugno - Peter Hessler, scrittore, giornalista e insegnante statunitense
- 14 giugno - Luc Holtz, allenatore di calcio e ex calciatore lussemburghese
- 14 giugno - MC Ren, rapper statunitense
- 14 giugno - Jackson Richardson, ex pallamanista e allenatore di pallamano francese
- 15 giugno - Sašo Angelov, allenatore di calcio e ex calciatore bulgaro
- 15 giugno - Linda Cerup-Simonsen, ex velista norvegese
- 15 giugno - Olivier Clergeau, ex pentatleta francese
- 15 giugno - Vadim Gerasimov, matematico e programmatore russo
- 15 giugno - Ice Cube, rapper e attore statunitense
- 15 giugno - Oliver Kahn, dirigente sportivo e ex calciatore tedesco
- 15 giugno - Jansher Khan, giocatore di squash pakistano
- 15 giugno - Roberto Matranga, allenatore di calcio a 5 e ex giocatore di calcio a 5 italiano
- 15 giugno - Alessandro Mazzola, dirigente sportivo e ex calciatore italiano
- 15 giugno - Cédric Pioline, ex tennista francese
- 15 giugno - Maria Pia Timo, attrice, comica e cabarettista italiana
- 15 giugno - Bashar Warda, arcivescovo cattolico iracheno
- 16 giugno - Edoardo Artistico, ex calciatore italiano
- 16 giugno - Bénabar, cantautore e attore francese
- 16 giugno - Barbara Bolden, ex cestista statunitense
- 16 giugno - Ottavio Cappellani, scrittore, romanziere e drammaturgo italiano
- 16 giugno - Andrea Cessel, ex cestista italiano
- 16 giugno - Mark Crossley, allenatore di calcio e ex calciatore gallese
- 16 giugno - Anette Fanqvist, ex fondista svedese
- 16 giugno - José María Higareda, ex calciatore messicano
- 16 giugno - Robert Hurt, politico statunitense
- 16 giugno - Tibor Jančula, ex calciatore slovacco
- 16 giugno - Sibonelo Mngometulu, regina swazilandese
- 16 giugno - Altymyrat Orazdurdyýew, sollevatore sovietico († 1997)
- 16 giugno - Numa Palmer, cantautrice, opinionista e direttrice artistica italiana
- 16 giugno - Sam Register, produttore televisivo statunitense
- 16 giugno - Naeem Saadavi, ex calciatore iraniano
- 16 giugno - Tommy Tiernan, comico, attore e sceneggiatore irlandese
- 17 giugno - Il'ja Cymbalar', allenatore di calcio e calciatore sovietico († 2013)
- 17 giugno - Chiqui Fernández, attrice spagnola
- 17 giugno - Luis Javier González, ex mezzofondista spagnolo
- 17 giugno - Donata Jancewicz, ex altista polacca
- 17 giugno - Patric Kjellberg, ex hockeista su ghiaccio svedese
- 17 giugno - Roberto Laiseka, ex ciclista su strada spagnolo
- 17 giugno - Antonio Obbedio, dirigente sportivo e ex calciatore italiano
- 17 giugno - Claudia Pavlovich, politica messicana
- 17 giugno - Klayton, polistrumentista statunitense
- 17 giugno - Paul Tergat, ex mezzofondista e maratoneta keniota
- 17 giugno - Christer Wallin, ex nuotatore svedese
- 17 giugno - Susan Williams, ex triatleta statunitense
- 18 giugno - Guillermo Almada, allenatore di calcio e ex calciatore uruguaiano
- 18 giugno - Maksim Astanin, ex cestista russo
- 18 giugno - Marios Charalampous, ex calciatore cipriota
- 18 giugno - Pokey Chatman, ex cestista e allenatrice di pallacanestro statunitense
- 18 giugno - Marisa Della Pasqua, attrice teatrale, doppiatrice e direttrice del doppiaggio italiana
- 18 giugno - Paola Della Pasqua, attrice teatrale, doppiatrice e direttrice del doppiaggio italiana
- 18 giugno - Haki Doku, paraciclista albanese
- 18 giugno - Stefano Esposito, politico italiano
- 18 giugno - Anne Nivat, giornalista francese
- 18 giugno - Charles Spence, psicologo britannico
- 18 giugno - Flavio Tosi, politico italiano
- 18 giugno - Gordan Zadravec, ex cestista croato
- 19 giugno - Sean Anders, regista, sceneggiatore e produttore cinematografico statunitense
- 19 giugno - Tobias Barnerssoi, ex sciatore alpino tedesco
- 19 giugno - Meg LeFauve, sceneggiatrice statunitense
- 19 giugno - Charles Muhlauri, allenatore di calcio zimbabwese
- 19 giugno - Roel Reiné, regista, produttore cinematografico e sceneggiatore olandese
- 19 giugno - Yoshiaki Satō, ex calciatore giapponese
- 19 giugno - Elisabeth Spilman, ex schermitrice statunitense
- 19 giugno - Soledad Villamil, attrice e cantante argentina
- 20 giugno - Paulo Jorge Gomes Bento, allenatore di calcio e ex calciatore portoghese
- 20 giugno - Evgenij Dolgov, ex calciatore sovietico
- 20 giugno - Jiang Wenli, attrice, regista e sceneggiatrice cinese
- 20 giugno - Giovanni Lombardi, ex ciclista su strada e pistard italiano
- 20 giugno - Stefano Lucidi, politico italiano
- 20 giugno - Nix, fumettista belga
- 20 giugno - Peter Paige, attore, regista e sceneggiatore statunitense
- 20 giugno - Larss Rihters, ex calciatore lettone
- 20 giugno - Dag Riisnæs, ex calciatore norvegese
- 20 giugno - Alexander Schallenberg, politico, diplomatico e giurista austriaco
- 20 giugno - Salvatore Vella, magistrato italiano
- 20 giugno - MaliVai Washington, ex tennista statunitense
- 21 giugno - Dibakar Banerjee, regista e sceneggiatore indiano
- 21 giugno - Harun Isa, ex calciatore albanese
- 21 giugno - Rossana Morabito, ex velocista e mezzofondista italiana
- 21 giugno - Gabriella Paruzzi, ex fondista italiana
- 21 giugno - Ernesto Maria Ruffini, avvocato italiano
- 22 giugno - Sunday Bada, velocista nigeriano († 2011)
- 22 giugno - Flavio Emer, scrittore e giornalista italiano († 2015)
- 22 giugno - Ronald Fuentes, allenatore di calcio, dirigente sportivo e ex calciatore cileno
- 22 giugno - Fabio Fusi, ex nuotatore italiano
- 22 giugno - Yariv Levin, avvocato e politico israeliano
- 22 giugno - Francesco Russo, politico e dirigente pubblico italiano
- 22 giugno - Sun Jun, ex cestista cinese
- 22 giugno - Viktor Švecov, ex arbitro di calcio ucraino
- 23 giugno - Andrij Antonyščak, politico e militare ucraino († 2024)
- 23 giugno - David Dobkin, regista, produttore cinematografico e sceneggiatore statunitense
- 23 giugno - Robert Dold, politico statunitense
- 23 giugno - Mattia Feltri, giornalista italiano
- 23 giugno - Gherardo Gambelli, arcivescovo cattolico italiano
- 23 giugno - Martin Klebba, attore e stuntman statunitense
- 23 giugno - Noa, cantante israeliana
- 23 giugno - Fernanda Ribeiro, ex mezzofondista portoghese
- 24 giugno - Chris Ballard, dirigente sportivo statunitense
- 24 giugno - Syren De Mer, attrice pornografica statunitense
- 24 giugno - Melissa Gurney, ex tennista statunitense
- 24 giugno - Randy Jones, ex bobbista statunitense
- 24 giugno - Sissel Kyrkjebø, cantante norvegese
- 24 giugno - Berthy Suárez, ex calciatore boliviano
- 24 giugno - Helma Wennemers, chimica tedesca
- 25 giugno - Duane Cooper, ex cestista statunitense
- 25 giugno - Hunter Foster, attore statunitense
- 25 giugno - Juan Jesús Gutiérrez, ex fondista spagnolo
- 25 giugno - Paul Koech, mezzofondista e maratoneta keniota († 2018)
- 25 giugno - Vicente Martínez Bas, ex giocatore di calcio a 5 spagnolo
- 25 giugno - Igor Righetti, giornalista, conduttore televisivo e conduttore radiofonico italiano
- 25 giugno - Antonio Scurati, scrittore e giornalista italiano
- 25 giugno - Jurgen Streppel, allenatore di calcio e ex calciatore olandese
- 25 giugno - Zim Zum, musicista e compositore statunitense
- 26 giugno - Cristina Almici, politica italiana
- 26 giugno - Steven Brand, attore britannico
- 26 giugno - Colin Greenwood, polistrumentista inglese
- 26 giugno - Lev Grossman, scrittore e giornalista statunitense
- 26 giugno - Yasuto Honda, ex calciatore giapponese
- 26 giugno - Ingrid Lempereur, ex nuotatrice belga
- 26 giugno - Giancarlo Merzario, allenatore di hockey su ghiaccio e ex hockeista su ghiaccio italiano
- 26 giugno - Thabo Mngomeni, ex calciatore sudafricano
- 26 giugno - Geir Moen, ex velocista norvegese
- 26 giugno - Santino Stillitano, hockeista su slittino italiano
- 26 giugno - Roel Velasco, ex pugile filippino
- 27 giugno - Ivan Beltrami, ex pistard e ciclista su strada italiano
- 27 giugno - Nicolás Bossicovich, ex rugbista a 15 e allenatore di rugby a 15 argentino
- 27 giugno - Heather Bresch, imprenditrice statunitense
- 27 giugno - Paolo Ferragina, informatico italiano
- 27 giugno - Olivier Jaquet, schermidore svizzero
- 27 giugno - Ravi Kapoor, attore e regista britannico
- 27 giugno - Viktor Petrenko, ex pattinatore artistico su ghiaccio e allenatore di pattinaggio ucraino
- 28 giugno - Arben Ahmetaj, politico albanese
- 28 giugno - Tichina Arnold, attrice statunitense
- 28 giugno - Aimee Bender, scrittrice statunitense
- 28 giugno - Danielle Brisebois, cantautrice, attrice e polistrumentista statunitense
- 28 giugno - Linda Buthelezi, ex calciatore sudafricano
- 28 giugno - Stéphane Chapuisat, allenatore di calcio e ex calciatore svizzero
- 28 giugno - Jon Heidenreich, ex wrestler e ex giocatore di football americano statunitense
- 28 giugno - Noboru Iguchi, regista, sceneggiatore e attore giapponese
- 28 giugno - Phil Masinga, calciatore, allenatore di calcio e dirigente sportivo sudafricano († 2019)
- 28 giugno - Fabrizio Mori, ex ostacolista italiano
- 28 giugno - Norbert Nagy, calciatore ungherese († 2003)
- 28 giugno - Valeria Vaiano, attrice italiana
- 28 giugno - Ayelet Zurer, attrice e modella israeliana
- 29 giugno - Jordi Condom, allenatore di calcio e ex calciatore spagnolo
- 29 giugno - DJ Pooh, beatmaker, rapper e produttore discografico statunitense
- 29 giugno - Gary Haslam, pilota motociclistico britannico
- 29 giugno - Ilan Mitchell-Smith, attore statunitense
- 29 giugno - Qatip Osmani, allenatore di calcio macedone
- 29 giugno - Aleks Paunovic, attore canadese
- 29 giugno - Avdot'ja Smirnova, regista, giornalista e sceneggiatrice russa
- 29 giugno - Federica Valenti, doppiatrice italiana
- 30 giugno - Mike Defensor, politico filippino
- 30 giugno - Ricardo Jiménez Martín, ex giocatore di calcio a 5 spagnolo
- 30 giugno - Margot Lee Shetterly, saggista e scrittrice statunitense
- 30 giugno - Carlos Llamosa, ex calciatore statunitense
- 30 giugno - Prikeba Phipps, ex pallavolista statunitense
- 30 giugno - Uta Rohländer, ex velocista tedesca
- 30 giugno - Emmanuel Rousseau, religioso francese
- 30 giugno - Clive Terrelonge, ex mezzofondista giamaicano
- 30 giugno - Adrian Viveash, allenatore di calcio e ex calciatore inglese
- 30 giugno - Alphonse Yombi, ex calciatore camerunese